# Раздольная (река)
Раздо́льная (до 1972 года Суйфун, кит. упр. 绥芬河, палл. Суйфэнь-Хэ) — река на юге Приморского края России, берущая начало в Маньчжурии на территории КНР от слияния рек Сяосуйфыньхэ (169 км) и Дасуйфыньхэ (148 км). Длина реки — 245 км (от истока реки Сяосуйфыньхэ — 414 км), по территории Приморского края она протекает на протяжении 191 км. Площадь бассейна — 16 830 км² (в пределах Приморского края — 6820 км²).

## Этимология
В XII—XIII веках река называлась Суйпинь. На карте д’Анвиля 1734 года названа Suifong. Прежнее название реки на российской территории — «Суйфун» (маньчж. ᠰᡠᡳ᠌ᡶ᠋ᡠᠨ), переводится с маньчжурского языка, как «шило» (самоназвание одного из маньчжурских народов, поселившихся на этой реке). Китайская часть реки до российско-китайской границы до сих пор носит данное название. Переименована в 1972 году в ходе кампании по замене китайских топонимов Приморья.

## Притоки
Притоки: Гранитная (99 км), Крестьянка (46 км), Славянка (67 км), Борисовка (86 км), Комаровка (с Раковкой, впадающей вблизи устья), Вторая Речка (41 км).
В литературе встречаются противоречивые данные, какая именно река впадает в Раздольную — Комаровка или Раковка. По одним географическим картам, Раковка впадает в Комаровку в Уссурийске, немного выше автомобильного моста, соединяющего ул. Краснознамённая и Владивостокское шоссе, перед мостом установлены дорожные знаки «Река Комаровка», соответственно в Раздольную впадает Комаровка.
По другим картам, река Комаровка впадает в Раковку (у того же моста), а Раковка в Раздольную.
На большинстве географических карт короткий участок протяжённостью около 2 км после слияния двух рек обычно никак не обозначен.

## Рельеф
Река Раздольная представляет собой в пределах Маньчжурии горную реку, постепенно теряя эти черты, и на территории России является рекой уже равнинного типа. Русло реки в верхнем течении умеренно извилистое, в нижнем течении оно становится сильно извилистым. В низовьях русло сравнительно разветвлено, оно имеет ширину 100—200 м, изобилует осерёдками, косами и перекатами.
Преобладающая глубина реки — от 0,5 до 5 м. Скорости течения меняются от весьма незначительных до 1,5 м/с (наибольшие скорости до 3 м/с — на перекатах). Преобладающая ширина реки 100—150 м. Дно русла реки галечное и песчаное. Берега её преимущественно крутые и обрывистые, высотой от 0,5 до 5 м.
При впадении в Амурский залив образует мелководный Тавричанский лиман. На рубеже плиоцена—раннего плейстоцена палео-Раздольная принадлежала к системе палео-Амура. Во время одного из похолоданий среднего плейстоцена, когда уровень моря был существенно ниже современного, какой-то из водотоков, впадавший непосредственно в Японское море, стал «рекой-агрессором», перепилившей в результате регрессивной эрозии базальтовую перемычку и обезглавившей палео-Раздольную, в результате чего значительная часть её водосборного бассейна была переориентирована на юг.

## Речные богатства
В прошлом была богатой нерестовой рекой лососёвых.

## Населённые пункты в долине реки Раздольная
От истока к устью:
Октябрьский район
На правом берегу:
- Полтавка
- Константиновка
- Синельниково-2
- Гранатовка
- Запроточный
- Заречное

На левом берегу:
- Фадеевка
- Новогеоргиевка
- Чернятино
- Синельниково-1
- Районный центр Покровка
- Старореченское

Уссурийский городской округ
На правом берегу:
- Борисовка
- Борисовский мост
- ДЭУ-196
- Утёсное
- Красный Яр

На левом берегу:
- Новоникольск
- Город Уссурийск
- станция Баневурово

Надеждинский район
На правом берегу:
- Тереховка
- Оленевод
- Тихое
- Казарма 25-й км
- Нежино
- Виневитино

На левом берегу:
- Барановский
- Городечное
- 9208-й км
- Раздольное
- Кипарисово
- Кипарисово-2
- Тавричанка

Выделены крупные населённые пункты.

## Галерея

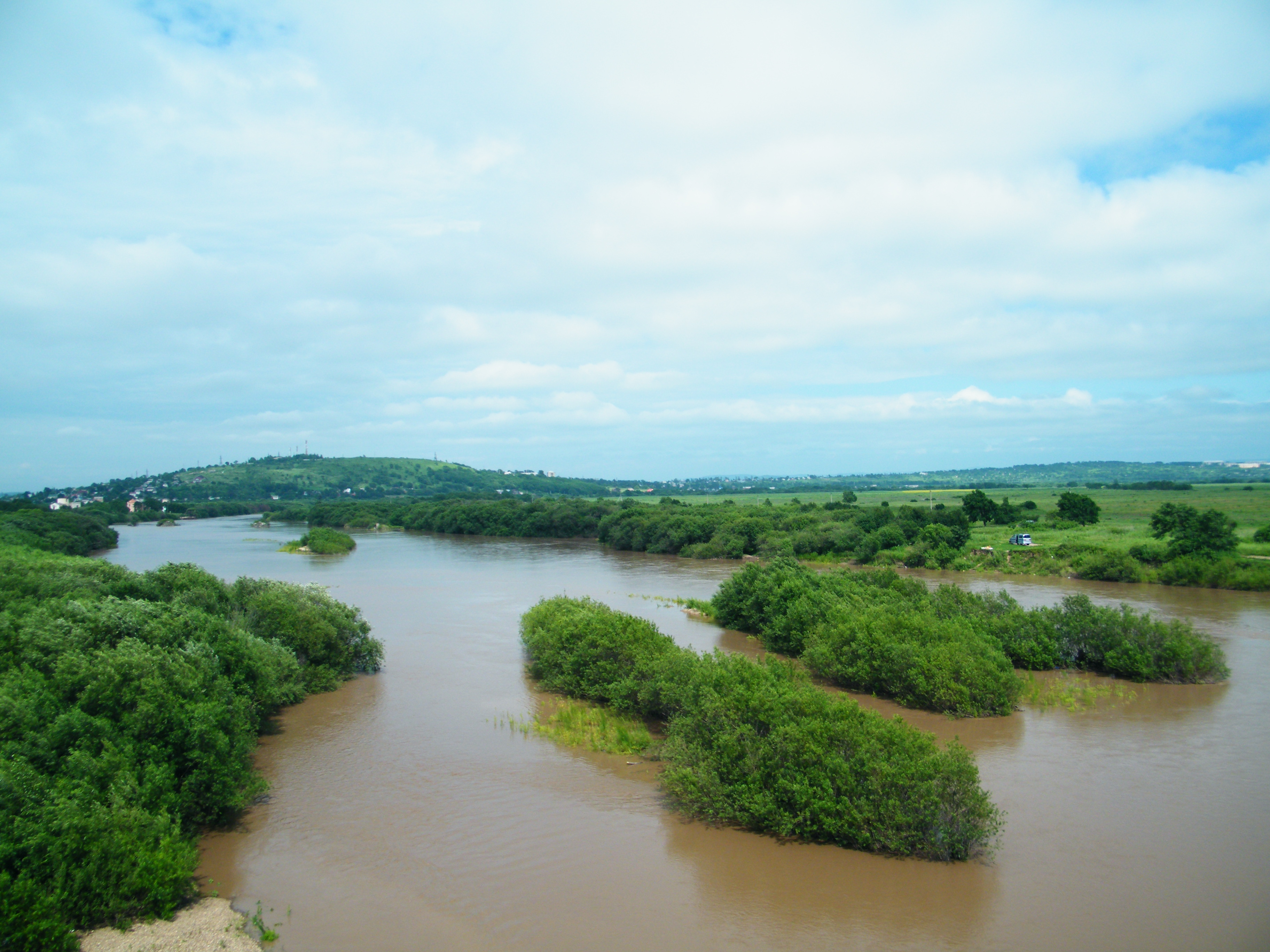
Река Раздольная у села Утёсное. Наводнение. Вдали — Хенина сопка (г. Уссурийск)
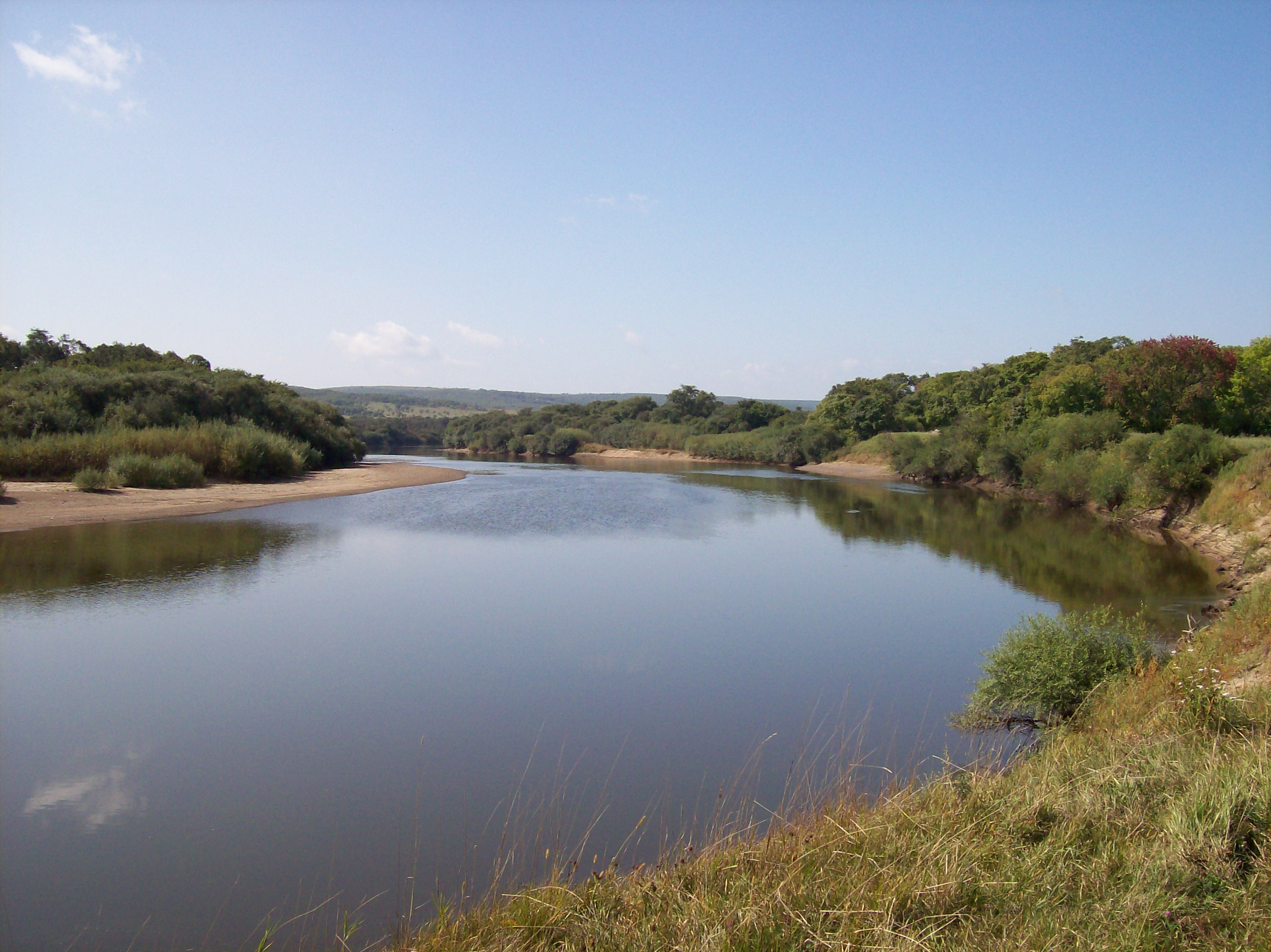
Река Раздольная вблизи станции Баневурово
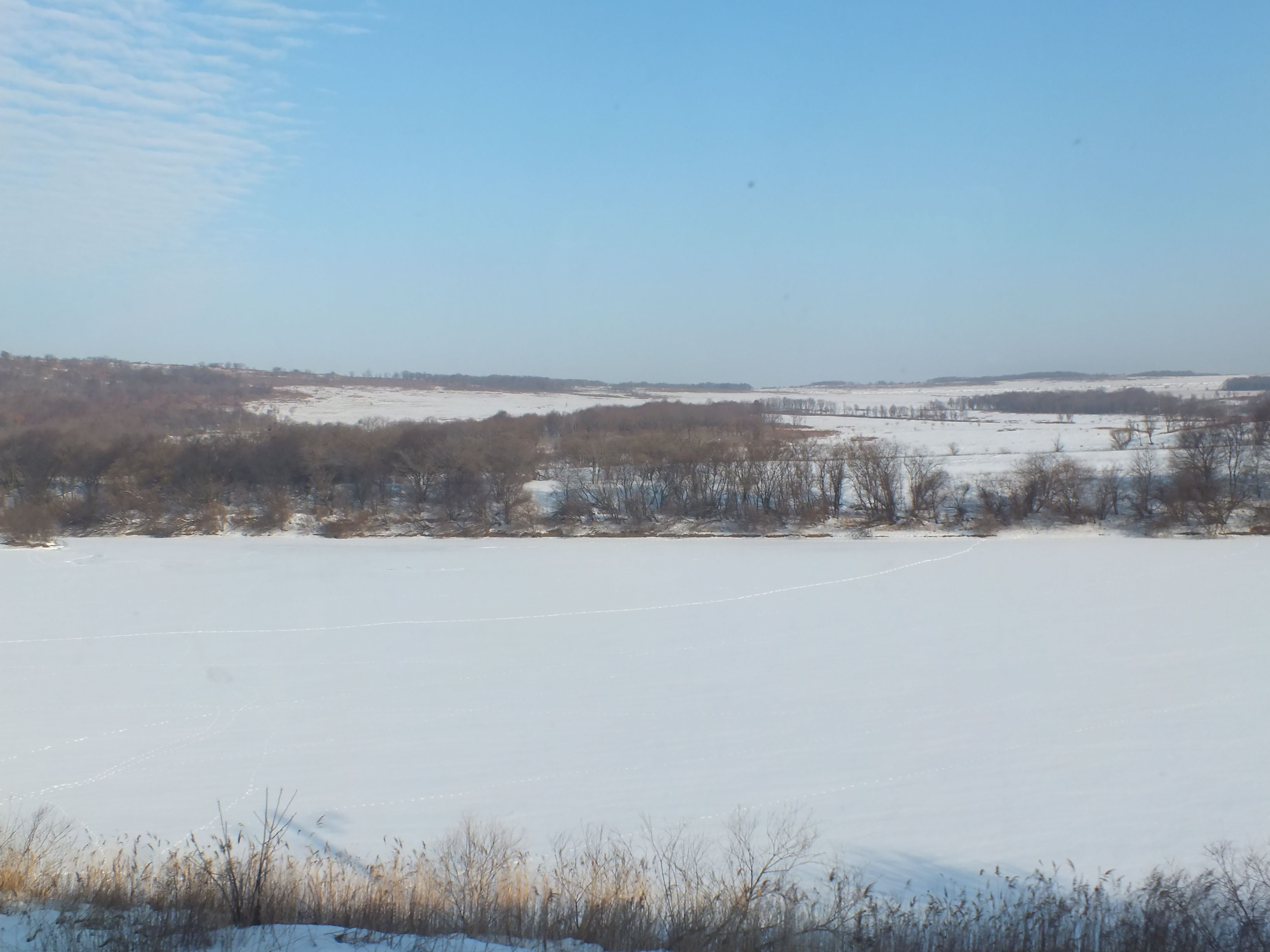
Река Раздольная зимой, вид из окна поезда
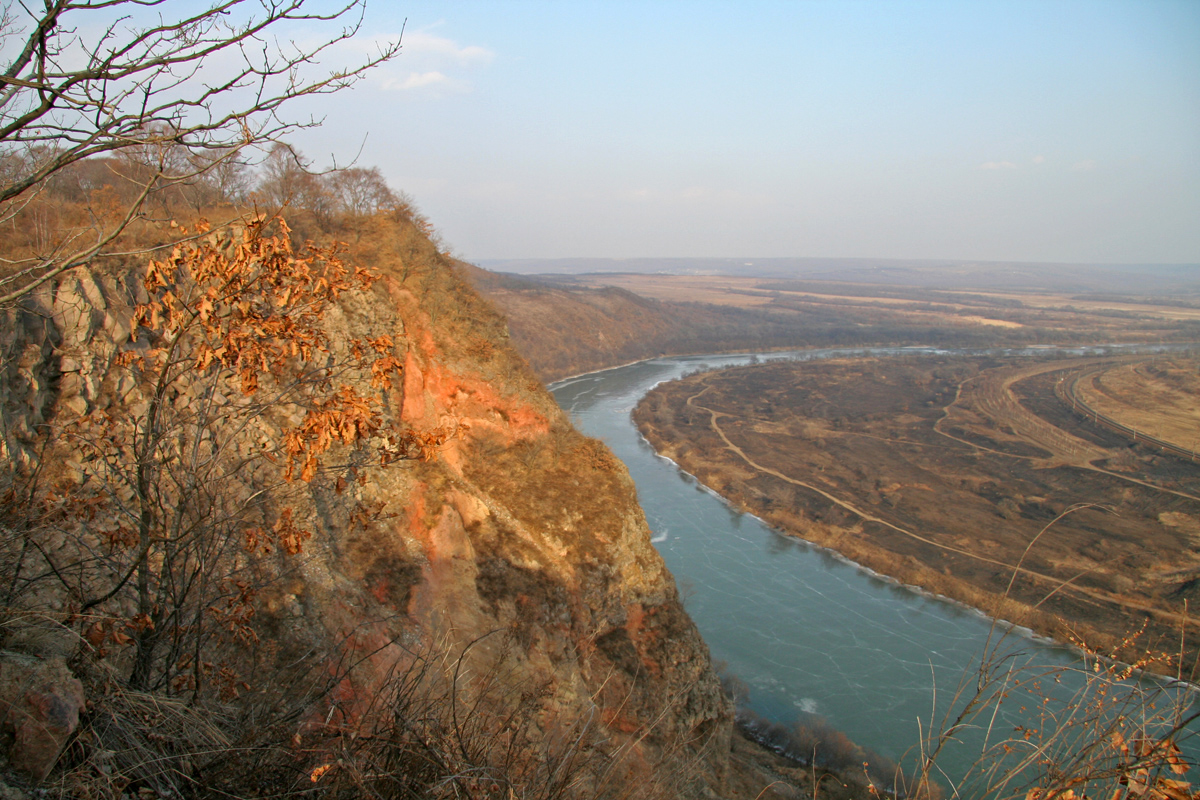
Река Раздольная в окрестностях посёлка Барановский
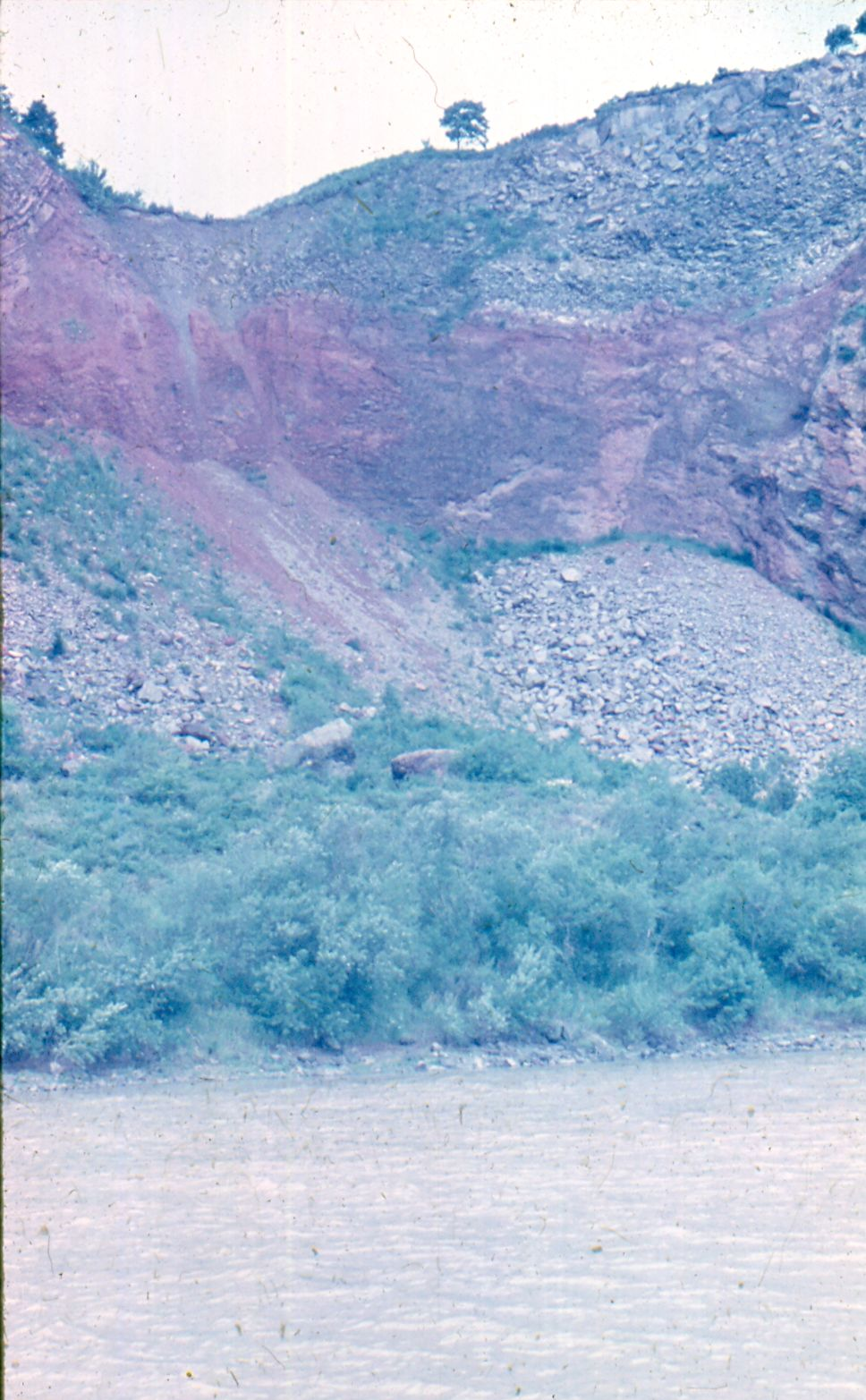
Барановский вулкан, вид на каменную осыпь с левого берега реки Раздольная, фотография сделана в 1983 году.
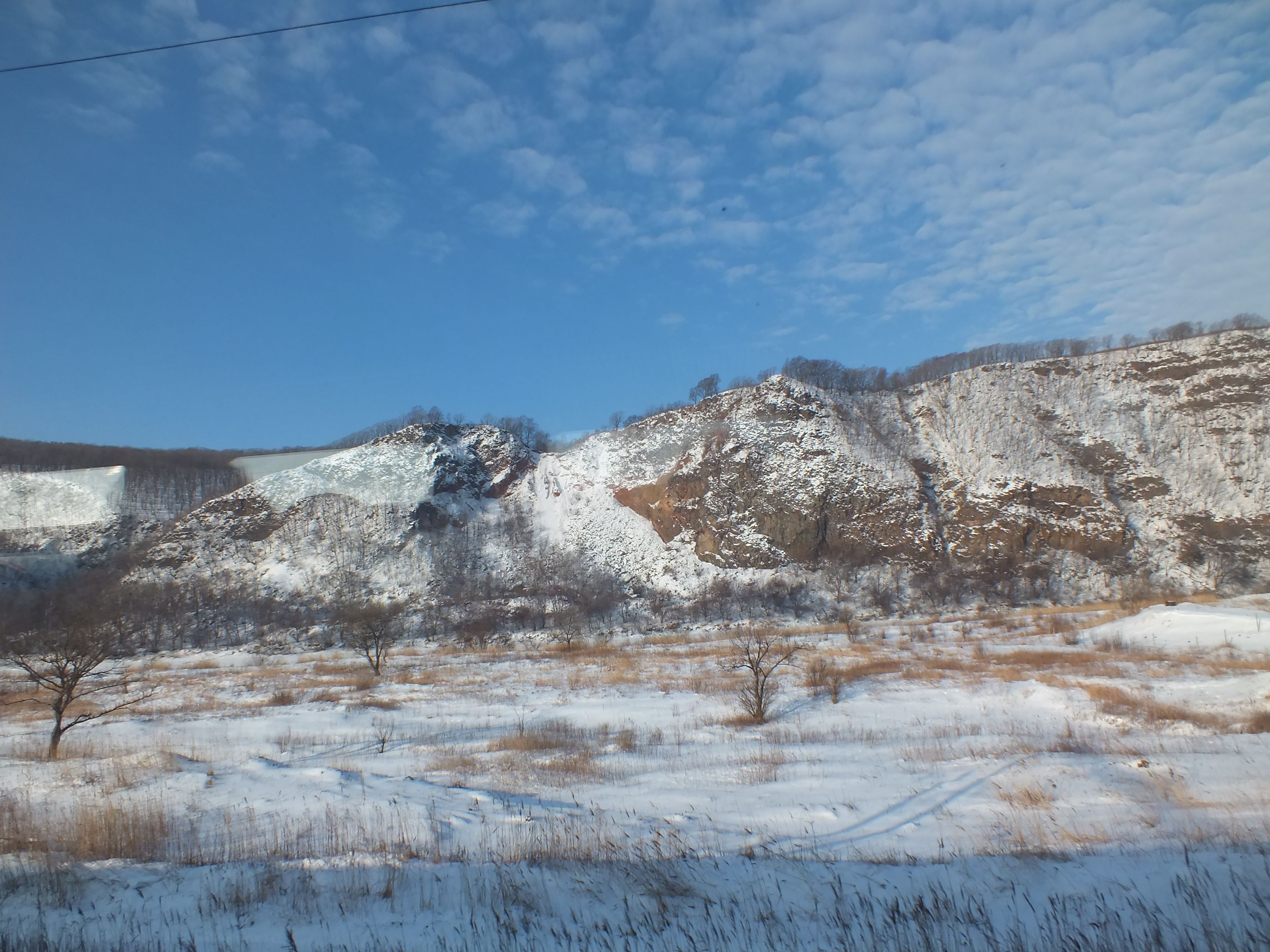
Вид на Барановский вулкан зимой из окна поезда
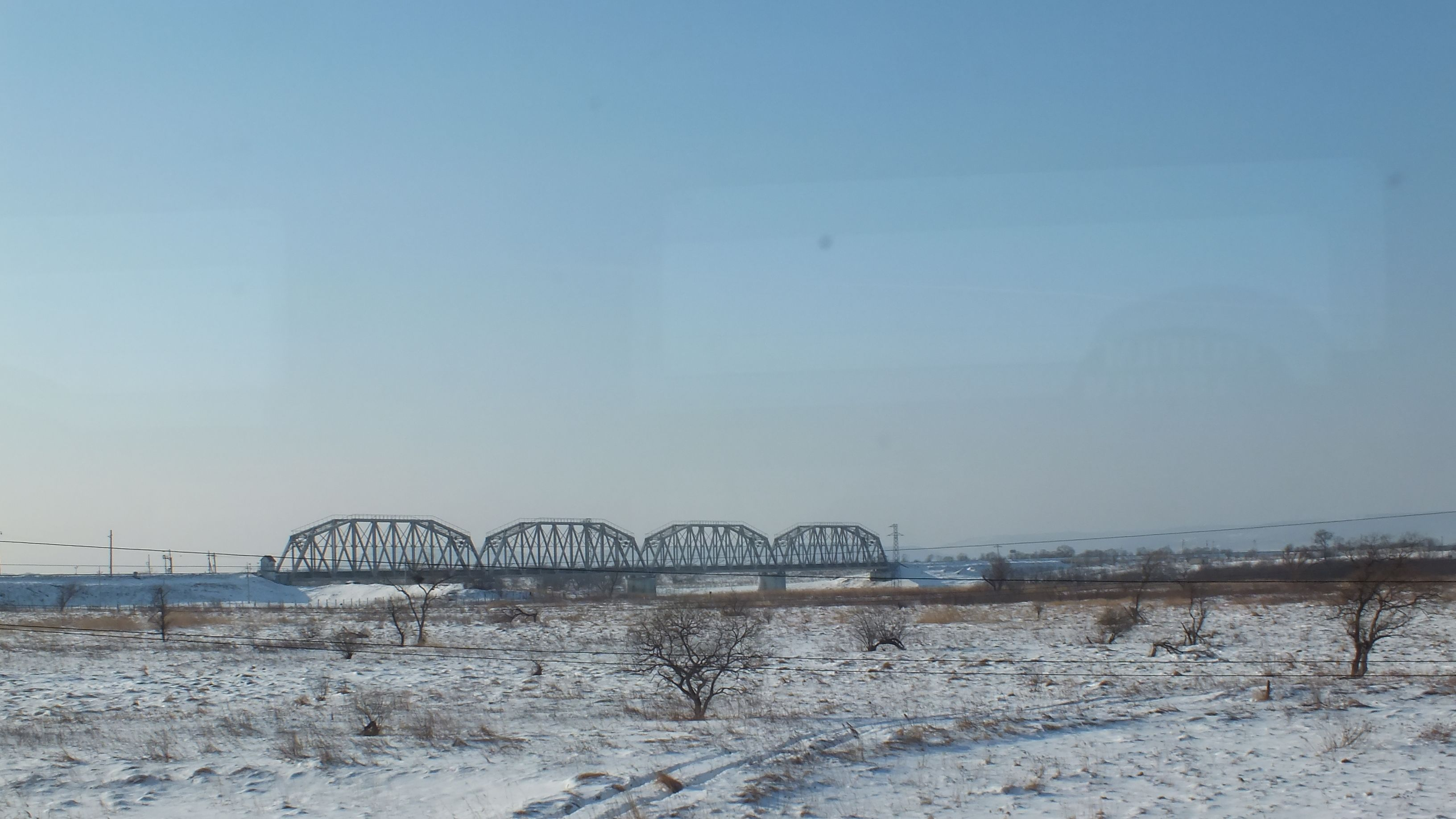
Железнодорожный мост через Раздольную (на Хасан и КНДР)

## Достопримечательности
- У с. Заречное над рекой возвышается г. Сенькина Шапка, являющаяся природным и археологическим памятником.
- В окрестностях пос. Барановский над рекой возвышается Барановский, потухший вулкан в Приморском крае. Виден из проходящих по Транссибу поездов.
- В бассейне реки Раздольная обитает редкий моллюск — Миддендорфова перловица Дулькейт, занесённый в Красную книгу России.
- Ниже станции Барановский через Раздольную построен железнодорожный мост, поезда идут до станции Хасан и далее в КНДР, до станции Туманган.
- По мостам у с. Утёсное, пос. Барановский и пос. Раздольное осуществляется автомобильное сообщение с Хасанским районом и с южным побережьем залива Петра Великого.